# Тейшейра де Арагон, Аугушту Карлуш
Ка́рлуш Аугу́шту Тейше́йра де Араго́н (порт. Augusto Carlos Teixeira de Aragão; Лиссабон, 15 июня 1823 — Лиссабон, 29 апреля 1903) — португальский военный врач, нумизмат, археолог и историк. Офицер португальской армии, вышел в отставку в звании генерала. Он считается одним из «отцов» нумизматики в стране[кем?].

## Биография
Его родителями были Жозе Мария Тейшейра де Арагон и его жена Мариана Эрможенеш да Силва.
Изучал медицину, достиг должности главного хирурга португальский армии.
В 1849 году участвовал в оказании помощи пострадавшим от эпидемии дизентерии в округе Мелидиш.
Занимал должность начальника военного госпиталя в Тавире.
С раннего возраста посвятил себя нумизматике. Сочетание его значительных интеллектуальных способностей и дружбы с королём Португалии Луисом I позволило ему проникнуть в глубины этой области науки.
В 1860-х годах был одним из руководителей археологических раскопок римского города Балша в Тавире.
В 1867 году, в качестве хранителя Дворца Ажуда, отвечал за организацию, каталогизации и демонстрацию содержимого коллекции Музея древностей Ажуды. Коллекция объединила большое количество экспонатов, принадлежавших сокровищнице португальского королевского двора, закрытых монастырей и частных лиц. Во время выполнения этих функций, на него была возложена задача демонстрации некоторых объектов португальской королевской коллекции на Всемирной выставке 1867 года в Париже. Эта экспозиция была отмечена золотой медалью выставки. Во время выставки Тейшейра де Арагон имел возможность встретиться с самыми известными личностями в мире в области нумизматики.
В 1870 году опубликовал «Descrição Histórica das Moedas Romanas Existentes no Gabinete Numismático de sua Majestade El-Rei O Senhor D. Luiz I». Год спустя был принят как член-корреспондент бразильского историко-географического института.
В 1874 году он присоединился к историческому обществу Португалии, заняв пост вице-казначея Центрального комитета.
В 1875 году выпустил первый том монументального трёхтомного труда «Descrição Geral e Histórica das Moedas Cunhadas em Nome dos Reis, Regentes e Governadores de Portugal». Четвёртый том, который должен был быть посвящён Бразилии и португальской Восточной Африке, так и не был написан.
В том же году вошёл в состав Комиссии Королевской академии изящных искусств, созданной правительством для разработки реформы образования в области изобразительного искусства, а также плана по организации музеев и памятников истории и археологии.
28 декабря 1876 года он был избран в состав Королевской академии наук в Лиссабоне по разделу истории и археологии.
В 1877 году участвовал в археологической конференции в Гимарайнше.
В 1880 году был включён в состав Королевской комиссии Академии наук, созданной для перезахоронения останков Васко да Гамы. Также был членом комиссии, созданной Королевской португальской ассоциацией гражданских архитекторов археологов (RAACAP), созданной с целью проведения выставок и сохранения исторических памятников.
В 1881 году он входил в состав оргкомитета по подготовке выставки испанского и португальского декоративного искусства в музее в Южном Кенсингтоне.
Был членом Географического общества Лиссабона, Французского нумизматического общества и Комитета по древностям Королевской исторической академии (Мадрид).

## Труды
- As minhas ferias. Lisboa: Typographia da Academia das Bellas Artes, 1843. 64p.
- Vidigueira: Fragmentos históricos. Beja: O Bejense, 1861.
- Vidigueira: Convento do Carmo. Beja: O Bejense, 1861.
- Description des Monnaies, Médailles et Autres Objects D’Art Concernant L’Histoire Portugaise. Paris: Imprimerie Administrative de Paul Dupont, 1867. 171p.
- Notes sur quelques numismates portugais des XVIIe, XVIIIe et XIXe siècles : lettre a M. le vicomte de Ponton d’Amécourt. Paris: Pillet, 1867.
- Relatório sobre o Cemitério Romano Descoberto próximo da cidade de Tavira em Maio de 1868. Lisboa: Imprensa Nacional, 1868. 20p.
- Catálogo descriptivo das moedas e medalhas portuguezas que formam parte da colecção do Visconde de Sanches de Baena. Lisboa: Typographia de Castro Irmão, 1869.
- Descripção Histórica das Moedas Romanas existentes no Gabinete Numismático de sua Magestade EL-Rei O Senhor Dom Luiz I. Typographya Universal, 1870. 640p.
- D. Vasco da Gama e a Villa da Vidigueira D. Vasco da Gama e a Villa da Vidigueira. Lisboa: Typographya Universal, 1871.
- Typos politicos: Mestre Manoel Camões. Lisboa: Almanach Arsejas — Liv. Arsejas, 1872.
- Descrição geral e histórica das moedas cunhadas em nome dos reis, regentes e governadores de Portugal (Tomo I). Lisboa: Imprensa Nacional, 1875. 538p.
- Descrição geral e histórica das moedas cunhadas em nome dos reis, regentes e governadores de Portugal (Tomo II).Lisboa: Imprensa Nacional, 1877. 578p.
- Descrição geral e histórica das moedas cunhadas em nome dos reis, regentes e governadores de Portugal (Tomo III). Lisboa: Imprensa Nacional, 1880. 714p.
- Revista Militar Tomo XXXVIII. Lisboa, 1886.P548-551
- Vasco da Gama e a Vidigueira: Estudo historico. Lisboa: Imprensa Nacional, 1887. 164p.
- Anneis: Estudo (недоступная ссылка). Lisboa: Typographia da Academia Real das Sciencias, 1887. 25 p.
- Breve noticia sobre o descobrimento da América. Lisboa: Typographya da Academia Real das Sciencias, 1892. 80p.
- Catálogo dos objectos de arte e industria dos indígenas da América que, pelas festas commemorativas do 4º centenário da sua descoberta, a Academia Real das Sciencias de Lisboa envia à Exposição de Madrid (недоступная ссылка). Lisboa: Typographya da Academia Real das Sciencias, 1892. 44p.
- Diabruras, santidades e prophecias. Lisboa: Typographya da Academia Real das Sciencias, 1894. 151p.
- Antiguidades romanas de Balsa. Lisboa: O Archeologo Português, 1896.N.º2.p55-57.
- Memoria historica sobre os Palacios da residencia dos V. Reys da India. рукопись.